# Lhota (Přerovi járás)
Lhota település Csehországban, Přerovi járásban. Lhota Kladníky, Týn nad Bečvou, Radotín és Hlinsko településekkel határos. Lakosainak száma 351 fő (2024. január 1.).

## Népesség
A település lakosságának változását az alábbi diagram mutatja:
| Lakosok száma | 328  | 351  | 362  | 399  | 406  | 327  | 322  | 320  | 339  | 351  |
|               | 1869 | 1890 | 1921 | 1950 | 1980 | 2001 | 2017 | 2019 | 2022 | 2024 |